# Albertina Klosterneuburg
Die Albertina Klosterneuburg ist ein Kunstmuseum in Klosterneuburg bei Wien. Von 1999 bis 2016 war es als Essl Museum geöffnet und hatte in seinem Kunstdepot Teile der Sammlung Essl.

## Geschichte
Die Eheleute Agnes Essl und Karlheinz Essl senior haben neben der Firma Schömer und Baumax über Jahrzehnte die Sammlung Essl aufgebaut. Ab 1987, mit der Eröffnung des mit Architekt Heinz Tesar errichteten Verwaltungsgebäudes Schömer-Haus in Klosterneuburg, zeigte das Ehepaar Essl in der zentralen Halle des Gebäudes Teile der Sammlung, organisierte Einzelpräsentationen für Maler wie Arnulf Rainer und Hermann Nitsch und hielt Abende mit Neuer Musik, geleitet von Karlheinz Essl junior.
Nachdem Teile der Sammlung Essl im Auftrag des Außenministeriums als kulturelle Botschafter weltweit gezeigt wurden, machte das Ehepaar 1990 dem österreichischen Staat das Angebot, seine Sammlung in das MuseumsQuartier in Wien einzubinden und dabei die Sammlung in einer Galerie im sogenannten Bücherturm oder Leseturm zu zeigen. Der Widerstand, den das Projekt Leseturm medial hervorrief, führte zur Einstellung des Projekts. In der Folge errichtete das Ehepaar Essl mit dem Architekten Heinz Tesar ein eigenes Ausstellungshaus mit einem zentralen Kunstdepot.
Mit 1. Juli 2016 wurde der Ausstellungsbetrieb des Essl Museums aus finanziellen Gründen geschlossen. Die Sammlung Essl wurde im Frühjahr 2017 als Dauerleihgabe an die Albertina (Wien) übergeben und der Albertina schließlich 2018 geschenkt. Heute ist die Sammlung Essl in der Albertina modern im Künstlerhaus Wien beheimatet, wo diese in verschiedenen Ausstellungen dem Publikum wieder zugänglich gemacht wird.
Am 9. April 2024 wurde das ehemalige Essl Museum als Albertina Klosterneuburg wiedereröffnet.

## Architektur

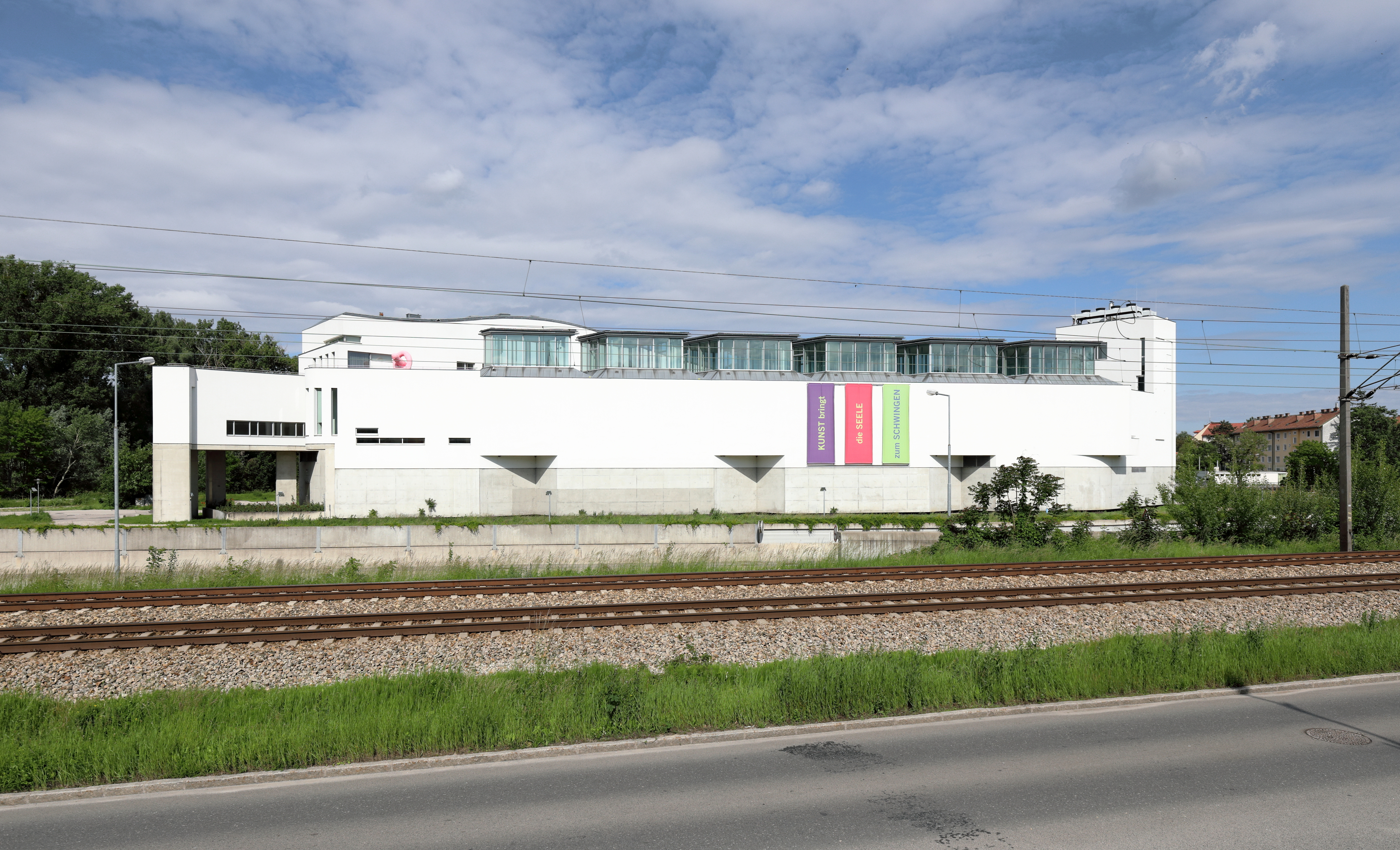
Westfassade

Das Museum steht in einem gemischten Gewerbegebiet an einer Zufahrtsstraße zwischen den Bahngeleisen der S-Bahn mit der Haltestelle Klosterneuburg-Weidling und der Donau.
Das Museumsgebäude bildet im Grundriss ein rechtwinkliges Dreieck, dessen Hypotenuse parallel zur Bahntrasse verläuft und dessen spitzer Winkel zum Stift Klosterneuburg gerichtet ist. Die kürzeste Fassadenseite beinhaltet den Eingangstrakt.

## Auszeichnungen

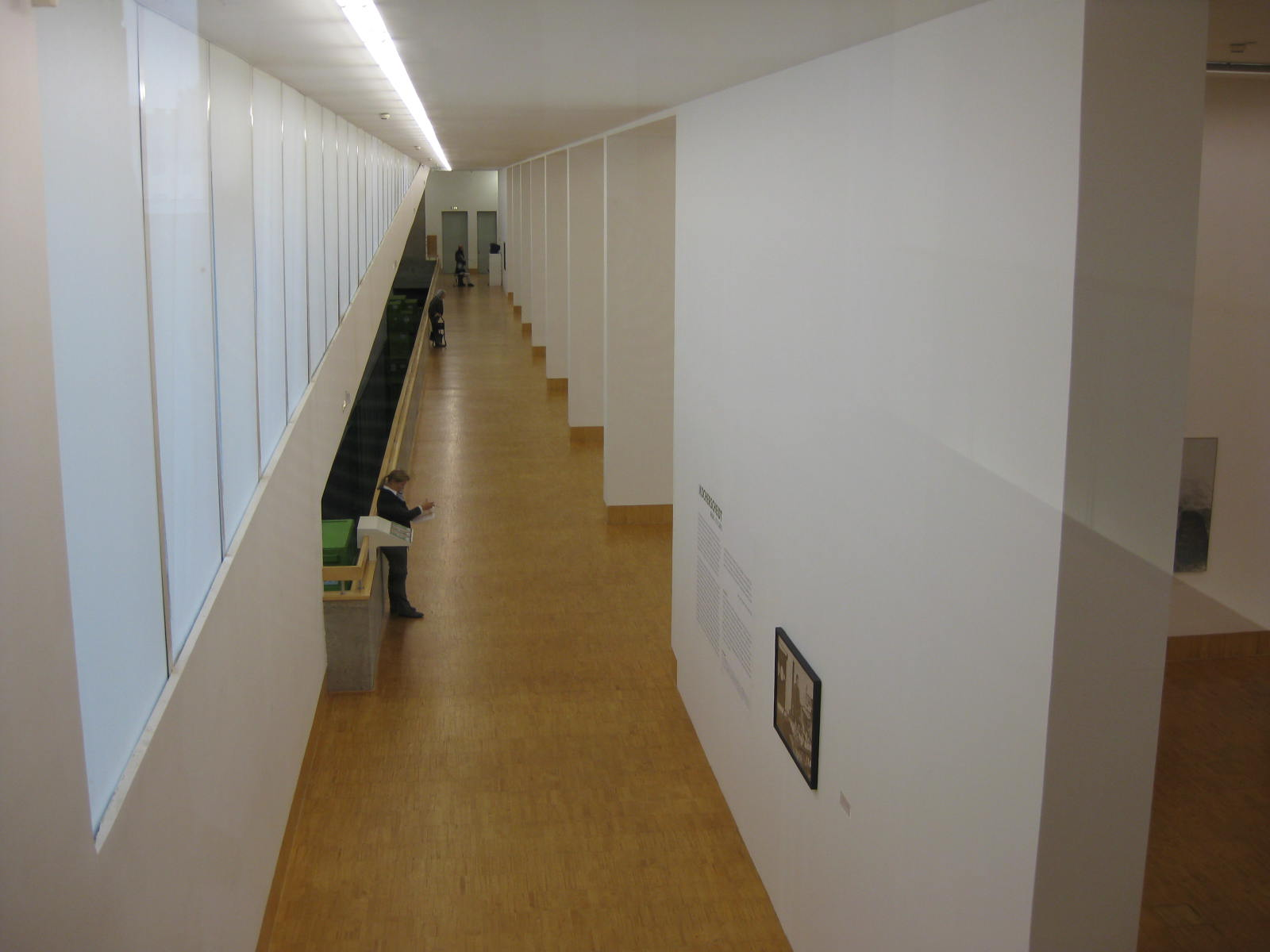
Teil des Innenraums

- Teil des InnenraumsÖsterreichischer Bauherrenpreis 2000

## Filme
- Klosterneuburg Wien 2016: Kunst ist unsere Leidenschaft. 17 Jahre Essl Museum.